# Грузија на Светском првенству у атлетици у дворани 2014.
Грузија је учествовала на Светском првенству у атлетици у дворани 2014. одржаном у Сопоту од 7. до 9. марта седми пут. Репрезентацију Грузије представљао је један атлетичар, који се такмичио у трци на 400 метара.
На овом првенству Грузија није освојила ниједну медаљу али је остварен један најбољи лични резултат сезоне.

## Учесници
Мушкарци:
- Nika Kartavtsevi — 400 м

## Резултати

### Мушкарци
| Атлетичар        | Дисциплина | Лични рекорд | Квалификација | Квалификација | Полуфинале           | Полуфинале           | Финале               | Финале       | Детаљи |
| Атлетичар        | Дисциплина | Лични рекорд | Резултат      | Место         | Резултат             | Место                | Резултат             | Место        | Детаљи |
| ---------------- | ---------- | ------------ | ------------- | ------------- | -------------------- | -------------------- | -------------------- | ------------ | ------ |
| Nika Kartavtsevi | 400 м      | 48,27        | 48,68 ЛРС     | 5. у гр. 2    | Није се квалификовао | Није се квалификовао | Није се квалификовао | 23 / 25 (27) |        |